# Проспект Большевиков

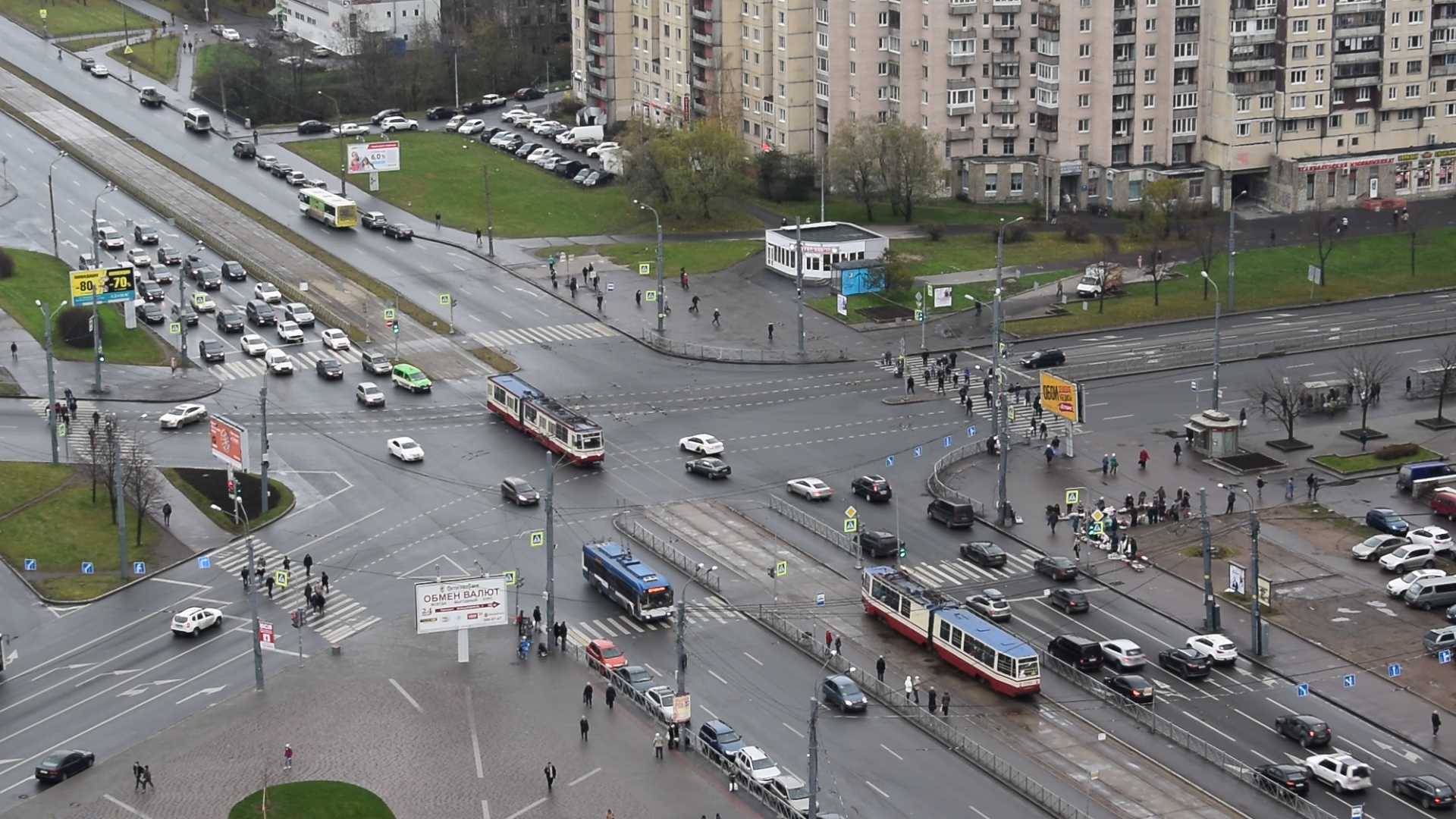
Пересечение с Российским проспектом и улицей Коллонтай

Проспект Большевико́в — одна из наиболее длинных улиц в Невском районе Санкт-Петербурга. Одна из основных транспортных магистралей Весёлого Посёлка. Ограничена улицей Коллонтай и Октябрьской набережной. Движение трёхполосное в обе стороны. Начало проспекта расположено на перекрёстке проспекта Пятилеток, улицы Коллонтай и Российского проспекта (продолжением которого фактически и является проспект Большевиков). Участок от начала до Народной улицы является частью Центральной Дуговой магистрали.

## История
Магистраль получила своё имя 2 октября 1970 года в честь партии Большевиков. 15 июня 1976 года в неё были включены новые участки с домами, построенными в 1968 году, ранее относившимися к Народной улице, Дальневосточному проспекту и Октябрьской набережной. Таким образом на магистрали оказался участок между улицами Новосёлов и Народной, застроенный деревянными сельскими домами (посёлок Станция Нева в начале Мурманского шоссе). Ландшафт этой местности использовался при съемках нескольких кинокартин «Ленфильма» о сельской жизни.
В 1985 году была открыта одноимённая с проспектом станция метро, наземный павильон которой при этом располагается на пересечении улицы Коллонтай и проспекта Пятилеток и находится в стороне от непосредственной оси проспекта Большевиков, в 1987 году открылась станция «Улица Дыбенко» на пересечении с этой улицей.
До 1997 года осуществлялось трамвайное движение на участке от Дальневосточного проспекта до ст. Нева. Впоследствии пути демонтированы.
В 2008 году произведена реконструкция полотна проспекта на участке от Народной улицы до Дальневосточного проспекта с целью выпрямления и расширения дороги (ранее проспект на этом участке имел лишь две полосы движения). При этом первоначальный маршрут проспекта был преобразован в проезд-дублёр.
В 2012 году был демонтирован железнодорожный переезд, пересекавший проспект Большевиков севернее улицы Новоселов.

## Объекты
- Ледовый дворец
- Парк Есенина
- Корпус Санкт-Петербургского государственного университета телекоммуникаций
- ТРК «Невский»
- Студия анимационного кино «Мельница» (с осени 2014 года)

## Застройка
Застройка проспекта на участке от улицы Коллонтай до улицы Подвойского в основном 12-этажными домами серии 137; от улицы Подвойского до улицы Тельмана — 9-этажными домами серий 602 и 606; от улицы Новосёлов до Октябрьской набережной — 5-этажными домами серии 502 и сталинскими 5-этажными домами.

## Транспорт

### Автобусные маршруты
| №   | Пересадки                                        | Конечный пункт 1       | Конечный пункт 2        | Проходит на участке                    |
| --- | ------------------------------------------------ | ---------------------- | ----------------------- | -------------------------------------- |
| 4   | Улица Дыбенко                                    | Уткина заводь          | к/ст. «Река Оккервиль»  | Октябрьская наб. — ул. Дыбенко         |
| 8   | Ломоносовская                                    | Уткина заводь          | пл. Александра Невского | Октябрьская наб. — Дальневосточный пр. |
| 97  | Ломоносовская Улица Дыбенко                      | завод ЖБИ № 1          | улица Коллонтай, 47     | ул. Тельмана — ул. Подвойского         |
| 140 | Проспект Большевиков Улица Дыбенко Ломоносовская | улица Коллонтай, 47    | Сортировочная           | ул. Коллонтай — Народная ул.           |
| 161 | Проспект Большевиков                             | улица Подвойского      | улица Джона Рида        | ул. Подвойского — ул. Коллонтай        |
| 164 | Проспект Большевиков                             | улица Подвойского      | улица Химиков, 26       | ул. Подвойского — ул. Коллонтай        |
| 191 | Московский вокзал Спортивная                     | к/ст. «Река Оккервиль» | Петроградская           | ул. Дыбенко — ул. Коллонтай            |

### Троллейбусные маршруты
| №  | Пересадки                                    | Конечный пункт 1       | Конечный пункт 2        | Проходит на участке             |
| -- | -------------------------------------------- | ---------------------- | ----------------------- | ------------------------------- |
| 14 | Улица Дыбенко                                | к/ст. «Река Оккервиль» | пл. Александра Невского | ул. Дыбенко — Народная ул.      |
| 27 | Улица Дыбенко Сортировочная Московская       | к/ст. «Река Оккервиль» | площадь Конституции     | ул. Дыбенко — Народная ул.      |
| 33 | Проспект Большевиков Пл. Александра Невского | улица Подвойского      | Суворовский проспект    | ул. Подвойского — ул. Коллонтай |
| 43 | Улица Дыбенко Проспект Большевиков           | к/ст. «Река Оккервиль» | Площадь Ленина          | ул. Дыбенко — ул. Коллонтай     |

### Трамвайные маршруты
В 1967—1997 годах на участке от проспекта Большевиков до Народной улицы проходила трамвайная линия. Там же и находилась конечная станция «Станция „Нева“». Также на линии было два ответвления: двухпутное к базе завода «Севкабель», которое позже становилось однопутным и переходило в железную дорогу и двухпутный трамвайно-железнодорожный гейт к станции «Нева» от одноимённой конечной станции.
На проспекте Большевиков проходили трамвайные маршруты № 7 (1971—1997, шёл от больницы имени Мечникова), 24 (1967—1989), 44 (1969—1970, шёл от Карбюраторного завода) и 49 (декабрь 1969—1971, шёл от Тульской улицы).

## Пересекает следующие улицы
- улица Коллонтай
- Российский проспект
- улица Подвойского
- улица Антонова-Овсеенко
- улица Дыбенко
- улица Шотмана — непосредственного выезда на проспект нет: улица пересекается с проходящим параллельно проспекту проездом-дублёром
- улица Евдокима Огнева — непосредственного выезда на проспект нет: улица пересекается с проходящим параллельно проспекту проездом-дублёром
- улица Крыленко
- улица Тельмана
- улица Новосёлов
- Народная улица
- Дальневосточный проспект
- Паткановская улица
- Октябрьская набережная